# Su majestad Minor
Su majestad Minor es una película francesa, dirigida por Jean-Jacques Annaud y estrenada en 2007.

## Argumento
Ambientada en el siglo XVII a. C. en una remota isla del Egeo, la película se centra en Minor, un hombre mudo que tiene la característica de ser mitad humano, mitad cerdo. Un día, mientras hace una excursión a un bosque mitológico, se encuentra con el poderoso dios Pan, que le va a iniciar en el paganismo. Minor se dedica, entonces, a espiar a la hija del rey, con tan mala suerte que sufre una caída mortal. Cuando Minor resucita y recobra el habla, los asombrados aldeanos le convierten en su rey, pero surgen problemas.